# Slalomeuropamästerskapen i kanotsport 2016
Slalomeuropamästerskapen i kanotsport 2016 anordnades den 12-15 maj i Liptovský Mikuláš, Slovakien. 

## Medaljsummering

### Medaljtabell
| Pl.    | Nation         | Guld | Silver | Brons | Totalt |
| ------ | -------------- | ---- | ------ | ----- | ------ |
| 1      | Slovakien      | 4    | 1      | 2     | 7      |
| 2      | Tjeckien       | 2    | 3      | 0     | 5      |
| 3      | Storbritannien | 2    | 0      | 2     | 4      |
| 4      | Tyskland       | 1    | 1      | 4     | 6      |
| 5      | Spanien        | 1    | 0      | 2     | 3      |
| 6      | Slovenien      | 0    | 2      | 0     | 2      |
| 6      | Polen          | 0    | 2      | 0     | 2      |
| 8      | Frankrike      | 0    | 1      | 0     | 1      |
| Totalt | Totalt         | 10   | 10     | 10    | 30     |

### Herrar
| Gren    | Guld | Poäng  | Silver | Poäng  | Brons                                                                                     | Poäng  |
| C-1     | Alexander Slafkovský (SVK)                                                                                  | 99,87  | Michal Martikán (SVK)                                                                                                 | 101,66 | Ander Elosegi (ESP)                                                                       | 102,56 |
| C-1 lag | Slovakien Michal Martikán Alexander Slafkovský Matej Beňuš                                                  | 118,26 | Polen Grzegorz Hedwig Przemysław Plewa Igor Sztuba                                                                    | 125,70 | Storbritannien David Florence Ryan Westley Adam Burgess                                   | 128,67 |
| C-2     | Slovakien Tomáš Kučera Ján Bátik                                                                            | 112,70 | Slovenien Luka Božič Sašo Taljat                                                                                      | 113,16 | Tyskland David Schröder Nico Bettge                                                       | 113,23 |
| C-2 lag | Slovakien Pavol Hochschorner & Peter Hochschorner Ladislav Škantár & Peter Škantár Tomáš Kučera & Ján Bátik | 139,94 | Polen Piotr Szczepański & Marcin Pochwała Filip Brzeziński & Andrzej Brzeziński Michał Wiercioch & Grzegorz Majerczak | 140,93 | Tyskland Franz Anton & Jan Benzien David Schröder & Nico Bettge Kai Müller & Kevin Müller | 142,39 |
| K-1     | Jiří Prskavec (CZE)                                                                                         | 91,44  | Vavřinec Hradilek (CZE)                                                                                               | 91,45  | Hannes Aigner (GER)                                                                       | 92,91  |
| K-1 lag | Tjeckien Jiří Prskavec Vavřinec Hradilek Vít Přindiš                                                        | 108,00 | Frankrike Boris Neveu Sébastien Combot Étienne Daille                                                                 | 109,07 | Spanien Samuel Hernanz Joan Crespo Unai Nabaskues                                         | 112,71 |

### Damer
| Gren    | Guld                                                          | Poäng  | Silver                                                   | Poäng  | Brons                                                     | Poäng  |
| C-1     | Núria Vilarrubla (ESP)                                        | 124,91 | Kateřina Hošková (CZE)                                   | 125,57 | Mallory Franklin (GBR)                                    | 126,27 |
| C-1 lag | Storbritannien Kimberley Woods Mallory Franklin Eilidh Gibson | 185,03 | Tjeckien Kateřina Hošková Monika Jančová Martina Satková | 226,09 | Tyskland Andrea Herzog Lena Stöcklin Birgit Ohmayer       | 245,63 |
| K-1     | Melanie Pfeifer (GER)                                         | 108,86 | Urša Kragelj (SLO)                                       | 109,44 | Jana Dukátová (SVK)                                       | 111,13 |
| K-1 lag | Storbritannien Fiona Pennie Kimberley Woods Elizabeth Neave   | 124,28 | Tyskland Melanie Pfeifer Jasmin Schornberg Lisa Fritsche | 128,56 | Slovakien Elena Kaliská Jana Dukátová Kristína Nevařilová | 133,43 |